# Stephan Templ
Stephan Templ (* 1960 in Wien) ist ein österreichischer Architekt, Journalist, Publizist und Ausstellungskurator.

## Leben
Stephan Templ studierte Architektur und ist vor allem durch seine Veröffentlichungen über Architekten der Moderne und ihre Bauten sowie zu Arisierungen bekannt geworden. Er schreibt als freier Mitarbeiter unter anderem für das Feuilleton der FAZ und NZZ sowie Architekturmagazine wie Casabella und architektur aktuell. Außerdem hat er Ausstellungen zur Geschichte der Prager Moderne kuratiert, unter anderem an der ETH Zürich. Templ lebt in Wien und Prag.
Im Jahr 2001 schrieben Stephan Templ und Tina Walzer "Unser Wien: Arisierung auf österreichisch".  In diesem Buch ist eine "Topographie des Raubes" Bezirk für Bezirk nachzulesen. 80 Apotheken in jüdischem Besitz, 74 Kinos, Villen und Geschäfte, wichtige Bauten, auch Wahrzeichen der Stadt wie das Riesenrad wechselten unter dem Druck von Drohung und Gewalt ihre Besitzer.

## Strafrechtliche Verurteilung
Am 25. April 2013 wurde Templ in Zusammenhang mit der beantragten Restitution eines Sechstels des Sanatoriums Fürth in der Wiener Josefstadt vom Landesgericht für Strafsachen Wien zu drei Jahren unbedingter Haft wegen schweren Betruges verurteilt. Im Antrag habe Templ durch die Vorspiegelung, seine Mutter sei die einzige Tochter eines ehemaligen Eigentümerehepaars, obwohl noch eine weitere Tochter dieses Ehepaars existierte, die Schiedsinstanz für Naturalrestitution und das Bundesministerium für Wirtschaft, Familie und Jugend getäuscht und dadurch letztlich den Tatbestand des schweren Betrugs verwirklicht. Templs dagegen gerichtete Nichtigkeitsbeschwerde wurde im März 2014 vom Obersten Gerichtshof abgewiesen. Hingegen war seine Berufung gegen die Strafhöhe insoweit erfolgreich, als das Oberlandesgericht Wien die Strafhöhe auf ein Jahr unbedingte und zwei Jahre bedingte Haft reduzierte.
Templ kündigte an, gegen die Entscheidung des Obersten Gerichtshofs den Europäischen Gerichtshof für Menschenrechte anzurufen.
Das Urteil führte zu internationalen Gnadengesuchen, die erfolglos blieben. Templ verbüßte ab Oktober 2015 seine Haft.
Nach einer Akteneinsicht im Dezember 2015 gab Templs Rechtsvertreter an, Templ habe im Verfahren Dokumente vorgelegt, aus denen sich die Existenz seiner Tante ergebe. Im Antrag selbst hatte Templ aber nur seine Mutter als einzigen Nachkommen angegeben.
Templ wurde nach acht Monaten Haft freigelassen.

## Werke (Auswahl)
- mit Tina Walzer: Unser Wien: „Arisierung“ auf österreichisch. Aufbau Verlag, Berlin 2001, ISBN 3-351-02528-9.
- Baba: die Werkbundsiedlung Prag. Birkhäuser Verlag, Basel 1999, ISBN 3-7643-5991-9.
- als Herausgeber: Prag. Architektur des XX. Jahrhunderts. Linde Verlag, Wien 1996. ISBN 3-85122-658-5.